# Jolu
Jolu (gr. Γιόλου) – wieś w Republice Cypryjskiej, w dystrykcie Pafos. W 2011 roku liczyła 762 mieszkańców.